# Salónica
Tesalónica (nombre oficial) o Salónica (nombre popular) (en griego: Θεσσαλονίκη, Thessaloníki [θesaloˈniki] o Σαλονίκη, Saloníki) es la segunda ciudad más importante y poblada de Grecia, capital de la periferia de Macedonia Central, y un puerto importante del norte del mar Egeo en el golfo Termaico. La ciudad tenía en el año 2022 una población de 319 045 habitantes censados y su área metropolitana 1 006 112  habitantes.

## Toponimia
La ciudad recibe su nombre de Thessalonikē (Tesalónica), esposa del rey Casandro de Macedonia, hija del rey Filipo II de Macedonia y hermana consanguínea de Alejandro Magno. El nombre proviene de la fusión de las palabras Θεσσαλία (Tesalia) y νίκη (victoria) que se dio a la hija del rey después de su victoria en Tesalia contra los tiranos de Feres. El nombre alternativo Salónica, antiguamente el más común en bastantes idiomas europeos, deriva de la variante Σαλονίκη (Saloníki) en griego popular. No es infrecuente escuchar Thessaloníki o Saloníki con la ele oscura típica del dialecto griego hablado en Macedonia.
Otras denominaciones importantes en la historia de la ciudad incluyen سلانيك (Selānīk) en turco otomano y Selânik en turco moderno, Солун (Solun) en las lenguas eslavas de la región, Sãrunã en arumano, y Selanik en judeoespañol.
En 1937, por un Real Decreto Griego, el nombre popular Σαλονίκη (Saloníki) fue reemplazado legalmente por el nombre fundacional Θεσσαλονίκη (Thessaloniki), Tesalónica en castellano, y desde entonces es el nombre oficial de la ciudad.

## Geografía
La ciudad se levanta en la desembocadura de la llanura formada por los ríos Aliákmonas, Galikós y Axios (Vardar), que van a parar al golfo Termaico. La ciudad está situada en el final del valle del río Vardar (Axios), en el golfo de Tesalónica, como también se llama al golfo Termaico. A Tesalónica llegan también las carreteras procedentes del Adriático, como la vía Egnatia que la atraviesa y conecta con Constantinopla desde la antigüedad, y las que vienen de los Balcanes. Por eso Tesalónica se convierte en el puerto principal de Macedonia, en sustitución del obstruido de Pela. Conserva restos de las murallas de la época helenística. En las laderas y la parte baja central está la antigua ciudad turca, que fue destruida en el incendio de 1917. Fue reconstruida y conserva monumentos como iglesias del imperio romano de oriente (bizantinas) así como el arco de Galerio, la Rotonda y otros edificios del complejo de Galerio que son visitados asiduamente por los turistas.

### Clima
El clima de la ciudad es mediterráneo. Puede tener episodios de frío intenso en pleno invierno debido a los vientos de componente norte y noreste provenientes de la estepa rusa, que hacen que las temperaturas caigan bruscamente. Algunos años se dan temperaturas negativas durante todo el día con estos vientos continentales.[cita requerida]
| Parámetros climáticos promedio de Tesalónica                                    | Parámetros climáticos promedio de Tesalónica | Parámetros climáticos promedio de Tesalónica | Parámetros climáticos promedio de Tesalónica | Parámetros climáticos promedio de Tesalónica | Parámetros climáticos promedio de Tesalónica | Parámetros climáticos promedio de Tesalónica | Parámetros climáticos promedio de Tesalónica | Parámetros climáticos promedio de Tesalónica | Parámetros climáticos promedio de Tesalónica | Parámetros climáticos promedio de Tesalónica | Parámetros climáticos promedio de Tesalónica | Parámetros climáticos promedio de Tesalónica | Parámetros climáticos promedio de Tesalónica |
| Mes                                                                             | Ene.                                         | Feb.                                         | Mar.                                         | Abr.                                         | May.                                         | Jun.                                         | Jul.                                         | Ago.                                         | Sep.                                         | Oct.                                         | Nov.                                         | Dic.                                         | Anual                                        |
| ------------------------------------------------------------------------------- | -------------------------------------------- | -------------------------------------------- | -------------------------------------------- | -------------------------------------------- | -------------------------------------------- | -------------------------------------------- | -------------------------------------------- | -------------------------------------------- | -------------------------------------------- | -------------------------------------------- | -------------------------------------------- | -------------------------------------------- | -------------------------------------------- |
| Temp. máx. abs. (°C)                                                            | 20.8                                         | 22.0                                         | 25.8                                         | 31.2                                         | 36.0                                         | 39.8                                         | 42.0                                         | 38.2                                         | 36.2                                         | 30.0                                         | 26.6                                         | 20.6                                         | 42.0                                         |
| Temp. máx. media (°C)                                                           | 9.3                                          | 10.9                                         | 14.2                                         | 19.0                                         | 24.5                                         | 29.2                                         | 31.5                                         | 31.1                                         | 27.2                                         | 21.2                                         | 15.4                                         | 11.0                                         | 20.4                                         |
| Temp. media (°C)                                                                | 5.3                                          | 6.6                                          | 9.4                                          | 13.3                                         | 18.3                                         | 22.8                                         | 25.1                                         | 24.7                                         | 21.1                                         | 16.0                                         | 11.1                                         | 7.0                                          | 15.1                                         |
| Temp. mín. media (°C)                                                           | 1.3                                          | 2.2                                          | 4.5                                          | 7.5                                          | 12.1                                         | 16.3                                         | 18.6                                         | 18.3                                         | 14.9                                         | 10.8                                         | 6.8                                          | 3.0                                          | 9.7                                          |
| Temp. mín. abs. (°C)                                                            | -14.0                                        | -12.8                                        | -7.2                                         | -1.2                                         | 3.0                                          | 6.8                                          | 9.6                                          | 8.2                                          | 2.6                                          | -1.4                                         | -6.2                                         | -9.2                                         | -14.0                                        |
| Precipitación total (mm)                                                        | 36.8                                         | 38.0                                         | 40.6                                         | 37.5                                         | 44.4                                         | 29.6                                         | 23.9                                         | 20.4                                         | 27.4                                         | 40.8                                         | 54.4                                         | 54.9                                         | 448.7                                        |
| Días de precipitaciones (≥ )                                                    | 11.8                                         | 11.3                                         | 12.4                                         | 11.2                                         | 10.7                                         | 7.5                                          | 5.9                                          | 4.7                                          | 5.9                                          | 8.7                                          | 11.5                                         | 12.5                                         | 114.1                                        |
| Horas de sol                                                                    | 98.7                                         | 102.6                                        | 147.2                                        | 202.6                                        | 252.7                                        | 296.4                                        | 325.7                                        | 295.8                                        | 229.9                                        | 165.5                                        | 117.8                                        | 102.6                                        | 2337.5                                       |
| Fuente: World Meteorological Organization (UN), NOAA para datos de horas de sol |                                              |                                              |                                              |                                              |                                              |                                              |                                              |                                              |                                              |                                              |                                              |                                              |                                              |

## Economía
Es un importante centro industrial, que posee refinerías de petróleo, industrias petroquímicas, industrias agroalimentarias, destilerías, industria textil, manufacturas de tabaco, fabricación de maquinaria y astilleros.

### Medios
La ciudad es la sede del canal de televisión pública ET3 y del canal privado Makedonia TV; el periódico más importante es Makedonia.

## Historia

### Edad del Bronce y Edad del Hierro
Antes de la fundación de la ciudad helenística de Tesalónica ya existía un pequeño asentamiento en la zona que estuvo habitado desde la Edad del Bronce Medio (aproximadamente desde el 2150-1650 a. C.) conocido actualmente como el yacimiento arqueológico de Tumba. En las siguientes fases de la Edad del Bronce, entre los siglos XIV y XI a. C., el asentamiento ya contaba con varios complejos residenciales separados por calles estrechas.
Al inicio de la Edad del Hierro, entre el 1050-750 a. C. el asentamiento de Tumba continuó siendo habitado, aunque cambió la orientación y el tamaño de sus edificios.
Es probable que el asentamiento de este yacimiento arqueológico se identifique con la ciudad conocida en fuentes históricas como Terma. Se ha sugerido que la destrucción violenta de los edificios que se observa producida en el siglo IV a. C. pudo ser deliberada para obligar a sus habitantes a que se trasladaran a otra ciudad recién fundada en 315 a. C: Tesalónica. En el exterior de los límites del asentamiento se ha encontrado una necrópolis que estuvo en uso entre los siglos X y IV o III a. C.

### Período helenístico
Tesalónica fue fundada en 316-315 a. C. por el rey Casandro de Macedonia que unifica y sustituye los asentamientos levantados en la localidad denominada Terma. De su mujer Thessalonikē (Tesalónica), hija de Filipo II de Macedonia y hermanastra de Alejandro Magno, la ciudad recibió su nombre. Filipo había nombrado así a su hija porque conoció su nacimiento el día de su victoria sobre los Tesalios.

### Imperio romano
Tras la caída del Reino de Macedonia en 146 a. C., Tesalónica pasó a ser parte de la República romana. Durante la época romana fue la capital de las cuatro provincias de Macedonia, y se convirtió en un importante centro comercial sobre la Vía Egnatia, una calzada romana que conectaba Bizancio (más tarde Constantinopla) con Durazzo (actualmente Durrës en Albania). En 58 a. C. Cicerón estuvo exiliado en Tesalónica.
En las excavaciones que se han venido haciendo, ha salido a la luz la antigua ágora con sus edificios de la época helenística y de la época romana del siglo I a. C. En su museo se guarda una rica colección de antigüedades, desde la época del Neolítico hasta los tiempos históricos.
La ciudad de Tesalónica es conocida en el ámbito de la religión cristiana por albergar a mediados del siglo I una comunidad a la que Pablo de Tarso dirigió dos epístolas, incluidas hoy en el canon bíblico.
En el 300, el emperador Galerio la elige como residencia imperial. En el 380 Teodosio I proclama en ella el edicto por el que se hace oficial el símbolo de Nicea. La ciudad sufrió la represión del emperador Teodosio I en 390 cuando mandó matar a unos siete mil tras sofocar una revuelta, por lo que fue temporalmente excomulgado.

### Imperio romano de Oriente (Imperio bizantino)

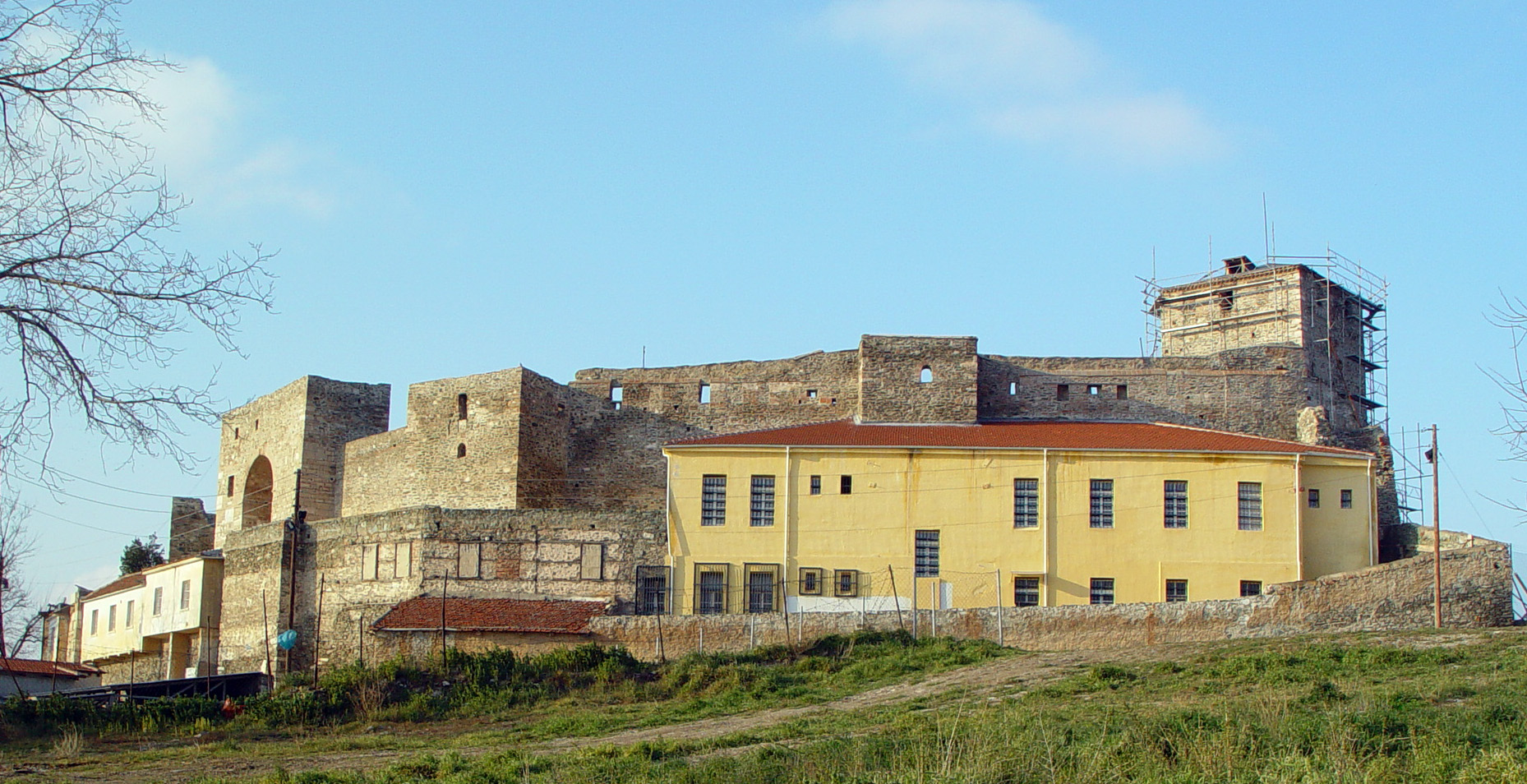
El Heptapyrgion o fortaleza bizantina de siete torres

Tras la caída del Imperio de Occidente, quedó en manos del Imperio romano de Oriente (o Imperio bizantino, según los bizantinistas) y fue asediada por los eslavos en el siglo VII. Aunque no pudieron conquistar la ciudad, finalmente una considerable comunidad eslava se estableció en ella. Los santos Cirilo y Metodio nacieron en Tesalónica y el emperador bizantino Miguel III los envió a las regiones eslavas del norte como misioneros del cristianismo. De la época bizantina son los mosaicos conservados en la basílica de Santa Sofía (Agia Sofía)y en la iglesia de San Jorge.
La ciudad fue saqueada por la flota sarracena de León de Trípoli en 904 y también por los reyes normandos de Sicilia en 1185, causando considerable destrucción y pérdida de vidas humanas. En 1204, con la caída del Imperio bizantino debido a la conquista de Constantinopla por parte de la Cuarta Cruzada, Tesalónica y su territorio circundante —el reino de Tesalónica— se convirtió en la mayor posesión del Imperio latino. Sin embargo, fue conquistada en 1224 por el Despotado de Epiro que la mantuvo hasta 1246, cuando fue recuperada por los bizantinos, los cuales, incapaces de mantenerla, se la vendieron a Venecia.

### Imperio otomano

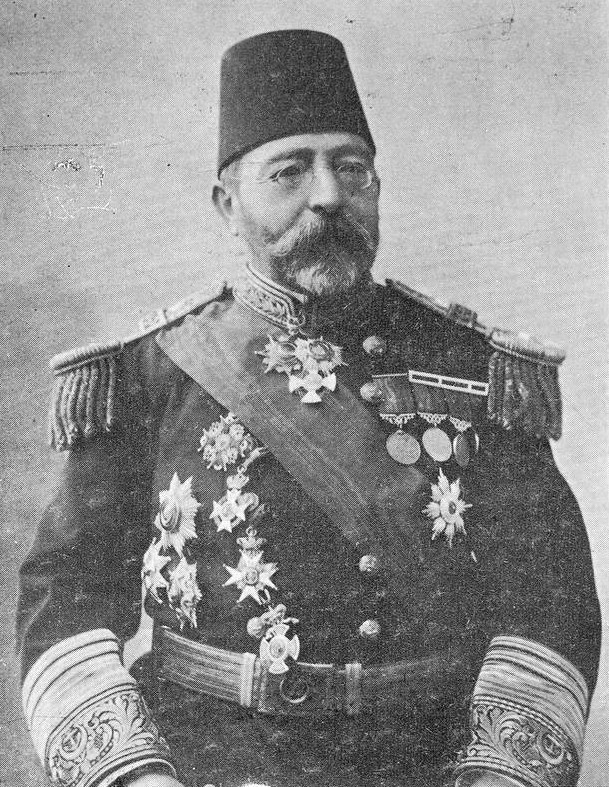
Isaac-Pacha Molho, judío sefardita de Tesalónica, médico del sultán del imperio Otomano

Los otomanos la ocuparon en 1430, y la llamaron «Selânik». Con el tiempo, la mayor parte de sus habitantes serían judíos sefaraditas expulsados de España en 1492 por los Reyes Católicos. Fueron bien acogidos e invitados por el sultán y así fue como se instalaron en varias ciudades con problemas de población, entre ellas Tesalónica. Con la llegada de esta comunidad, la ciudad se enriqueció y tuvo un gran desarrollo económico ayudado por el comercio y la industria que además se abrieron al comercio de los países occidentales, hasta llegar a su culminación en los siglos XVIII y XIX.
Cuando el sultán Murad II capturó Tesalónica y la saqueó en 1430,  los informes contemporáneos estimaron que alrededor de una quinta parte de la población de la ciudad estaba esclavizada.  La artillería otomana se utilizó para asegurar la captura de la ciudad y evitar sus muros dobles.  Tras la conquista de Tesalónica, algunos de sus habitantes escaparon,  incluidos intelectuales como Theodorus Gaza "Thessalonicensis" y Andronicus Callistus.  Sin embargo, el cambio de soberanía del Imperio bizantino al otomano no afectó el prestigio de la ciudad como importante ciudad imperial y centro comercial. Tesalónica y Esmirna, aunque de menor tamaño que Constantinopla, eran los centros comerciales más importantes del Imperio Otomano.  La importancia de Tesalónica residía principalmente en el campo del transporte marítimo, pero también en la fabricación, mientras que la mayoría de los comerciantes de la ciudad eran judíos.
Durante el período otomano, la población de la ciudad de musulmanes otomanos (incluidos los de origen turco), así como musulmanes albaneses, musulmanes búlgaros, especialmente los pomacos y musulmanes griegos de origen converso) y musulmanes romaníes como los Sepečides Romani creció sustancialmente. Según el censo de 1478, Selânik (turco otomano: سلانیك), como la ciudad llegó a ser conocida en turco otomano, tenía 6.094 hogares cristianos ortodoxos, 4.320 musulmanes y algunos católicos. No se registraron judíos en el censo, lo que sugiere que la posterior afluencia de población judía no estaba relacionada con la comunidad romaniota ya existente.  Sin embargo, poco después del cambio del siglo XV al XVI, casi 20 000 judíos sefardíes emigraron a Grecia desde la península ibérica tras su expulsión de España por el Decreto de la Alhambra de 1492. Hacia el 1500, el número de hogares había aumentado a 7.986 cristianos, 8.575 musulmanes y 3.770 judíos. En 1519, los hogares judíos sefardíes sumaban 15.715, el 54% de la población de la ciudad. Algunos historiadores consideran que la invitación del régimen otomano al asentamiento judío fue una estrategia para evitar que la población cristiana dominara la ciudad. La ciudad se convirtió en la ciudad judía más grande del mundo y en la única ciudad de mayoría judía del mundo en el siglo XVI. Como resultado, Tesalónica atrajo a judíos perseguidos de todo el mundo. 
Thessaloniki fue la capital del Sanjak de Selanik dentro del más amplio Rumeli Eyalet (Balcanes)  hasta 1826, y posteriormente la capital de Selanik Eyalet (después de 1867, Selanik Vilayet). Esto consistió en los sanjaks de Selanik, Serres y Drama entre 1826 y 1912.
Con el estallido de la Guerra de Independencia griega en la primavera de 1821, el gobernador Yusuf Bey encarceló en su cuartel general a más de 400 rehenes. El 18 de mayo, cuando Yusuf se enteró de la insurrección de los pueblos de Chalkidiki, ordenó que la mitad de sus rehenes fueran masacrados ante sus ojos. El mulla de Tesalónica, Hayrıülah, da la siguiente descripción de las represalias de Yusuf: «Cada día y cada noche no escuchas nada en las calles de Tesalónica excepto gritos y gemidos. Parece que Yusuf Bey, Yeniceri Agasi, Subaşı y todos los ulemas se han vuelto locos». La comunidad griega de la ciudad tardaría hasta finales de siglo en recuperarse.
Tesalónica también fue un bastión de los jenízaros donde se entrenaban los cadetes jenízaros. En junio de 1826, los soldados otomanos regulares atacaron y destruyeron la base de los jenízaros en Tesalónica y mataron a más de 10.000 jenízaros. En 1870-1917, impulsada por el crecimiento económico, la población de la ciudad se expandió en un 70%, llegando a 135.000 en 1917.
Las últimas décadas de control otomano sobre la ciudad fueron una era de renacimiento, particularmente en términos de infraestructura de la ciudad. Fue en esa época cuando la administración otomana de la ciudad adquirió un rostro "oficial" con la creación de la Casa de Gobierno  mientras que se construyeron una serie de nuevos edificios públicos en estilo ecléctico para proyectar el rostro europeo tanto de Salónica como del Imperio Otomano.  Las murallas de la ciudad fueron derribadas entre 1869 y 1889,  los esfuerzos para una expansión planificada de la ciudad son evidentes desde 1879,  el primer servicio de tranvía comenzó a circular en 1888 y las calles de la ciudad se iluminaron con postes de luz eléctrica en 1908.  En 1888, el Ferrocarril Oriental conectó Tesalónica con Europa Central por ferrocarril a través de Belgrado y Monastir en 1893, mientras que el Ferrocarril Tesalónica-Estambul Junction lo conectó a Constantinopla en 1896.
Mustafa Kemal Atatürk, fundador de la moderna república de Turquía, nació en Tesalónica (entonces conocido como Selânik en turco otomano) en 1881. Su lugar de nacimiento en İslahhane Caddesi (ahora calle Apostolou 24) es ahora el Museo Atatürk y forma parte del Museo Turco.

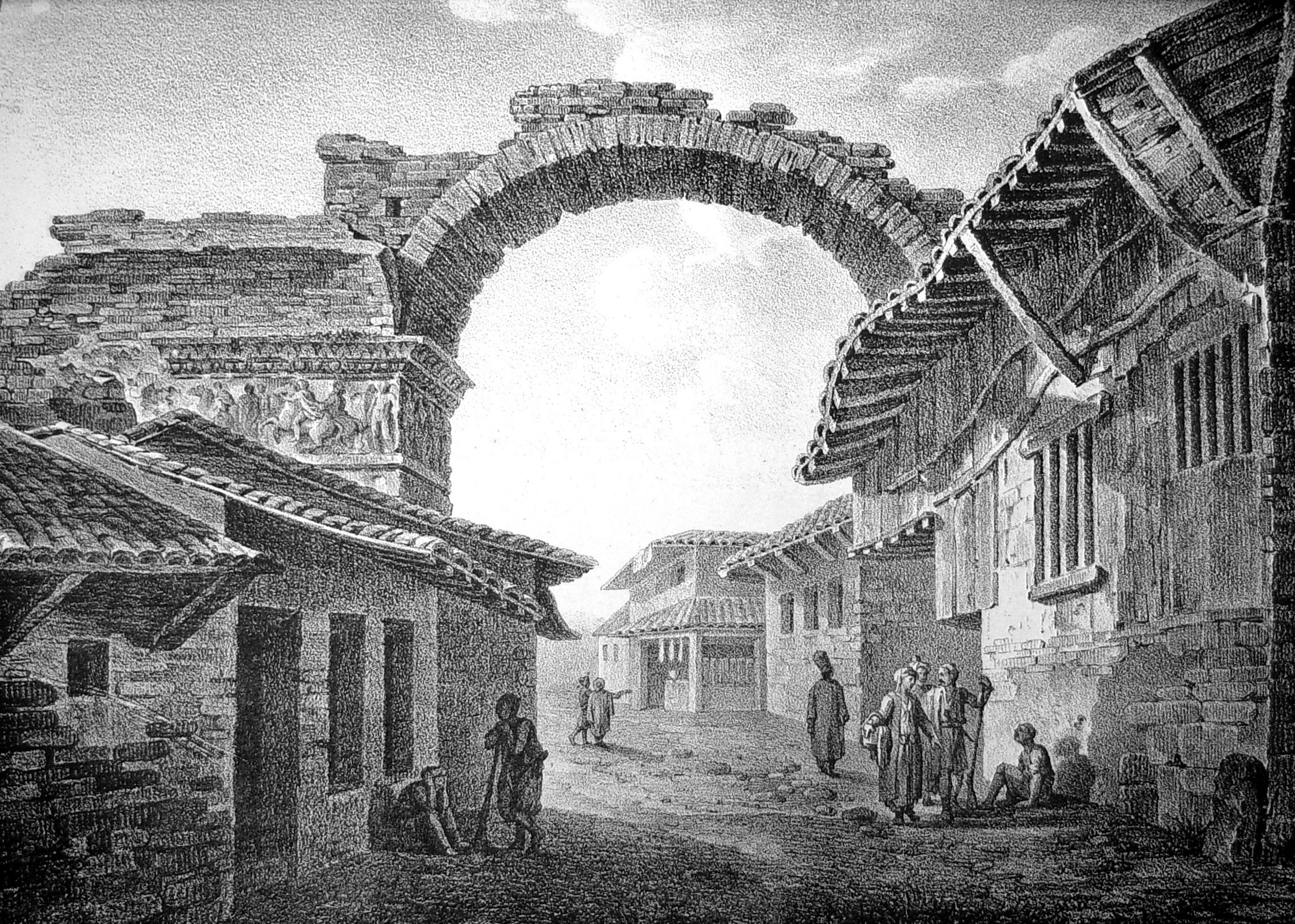
Arco de Galerio hacia la primera mitad del

Cuando, tras las Guerras Balcánicas, la ciudad pasó de control otomano a griego, la principal comunidad de la ciudad seguía siendo la judía sefardí, de lengua ladina. Esta fue aniquilada durante la ocupación del Eje en la Segunda Guerra Mundial.

### Reino de Grecia

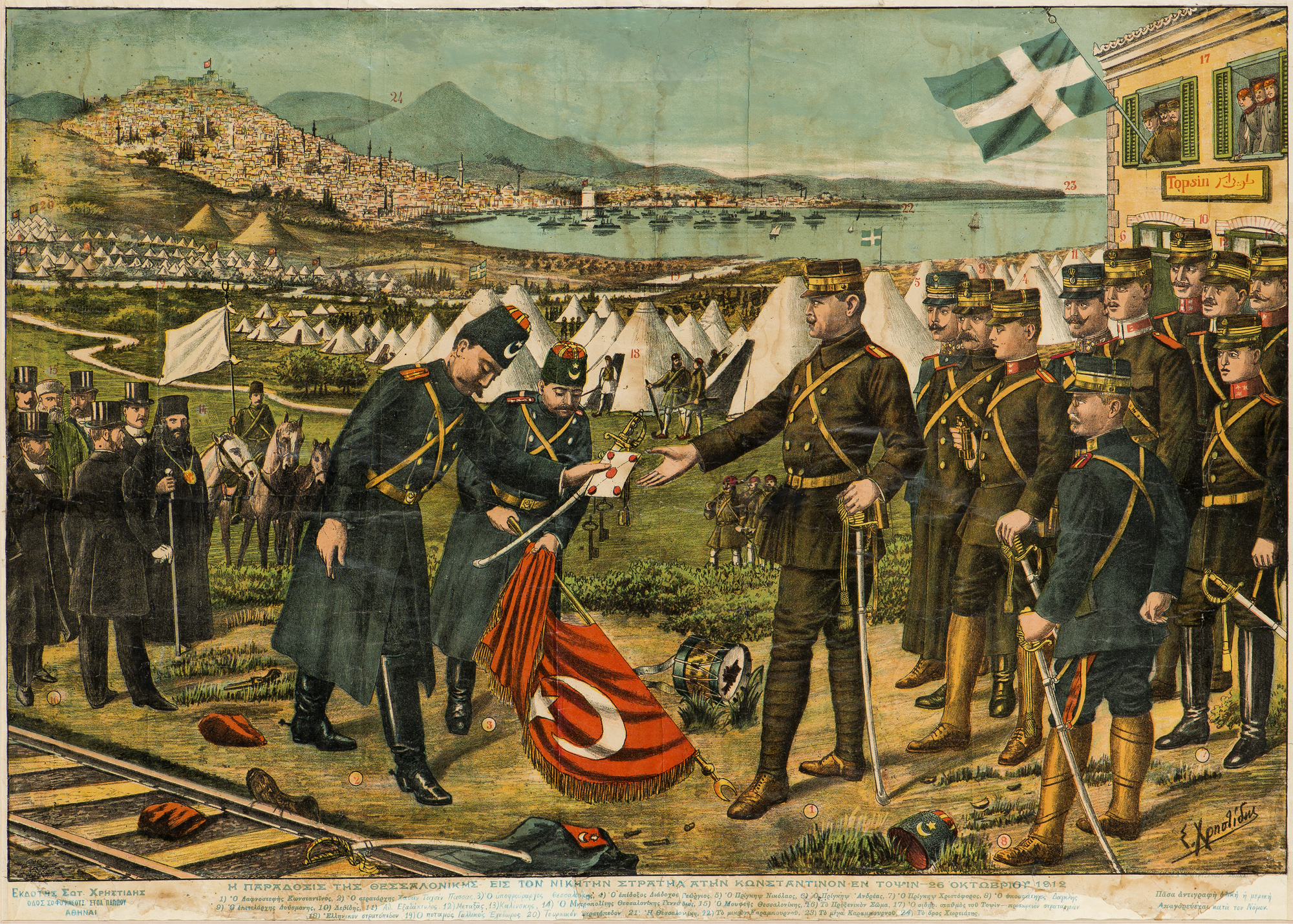
Rendición otomana en Salónica (1912)

Tras la Primera Guerra Balcánica (1912) pasó a formar parte de Grecia. Durante la Primera Guerra Mundial, el gobierno provisional dirigido por Eleftherios Venizelos, partidario de los Aliados franco-británicos se estableció en la ciudad, en contra de los deseos del rey, de origen alemán y proneutral. El puerto se convirtió en una importante base de suministros para las tropas aliadas que operaban en Macedonia.
La ciudad casi fue destruida en un incendio el 18 de agosto de 1917, de probable origen fortuito. Tras este incendio la mitad de la población judía abandonó la ciudad (muchos fueron a París y a Palestina). En 1922, la ciudad recibió a numerosos exiliados griegos provenientes de la ciudad de Esmirna (en turco İzmir), los cuales aportaron a la ciudad sus características culturales. La ciudad fue reconstruida en el período de entreguerras.
Durante la II Guerra Mundial fue tomada por las tropas alemanas en 1941, que asesinaron a la mayor parte de sus habitantes judíos (unos cincuenta mil). Tras la guerra, la ciudad recuperó popularmente su nombre oficial de Tesalónica.

## Educación
|  | Universidad                           | Fundación | Acrónimo | Tipo    |
|  | ------------------------------------- | --------- | -------- | ------- |
|  | Universidad Aristóteles de Tesalónica | 1925      | AUTH     | Pública |
|  | Universidad de Macedonia              | 1957      | UOM      | Pública |

## Patrimonio
Su riqueza histórica, artística y arqueológica fue reconocida como Patrimonio de la Humanidad por la UNESCO en 1988 con la denominación Monumentos paleocristianos y bizantinos de Tesalónica y en 1997 fue la Capital Europea de la Cultura.
- La Torre Blanca (Lefkos Pyrgos) es uno de los principales monumentos y el símbolo iconográfico más reconocible de Tesalónica. Se construyó en el mismo lugar de una torre franca más antigua. Actualmente alberga un museo sobre la historia de la ciudad y sus alrededores configuran uno de los lugares de encuentro preferidos por los tesalonicenses.
- El Arco de Galerio es muy conocido localmente con el nombre «Kamara» (arco en griego). La plaza alrededor del monumento está siempre llena de gente porque es un punto de encuentro habitual de los tesalonicenses. A 50 metros de Kamara está la Rotonda o iglesia de San Jorge, donde se sitúa el mausoleo de Galerio.
- La Rotonda de Galerio, o Agios Georgios (Iglesia de San Jorge), o simplemente Rotonda, tal y como se conoce por los tesalonicenses, es un edificio construido en el 306 d. C. de estructura cilíndrica con tres cuerpos como panteón de los antiguos dioses, y que pasó de ser el mausoleo de Galerio a una iglesia cristiana en cuyo interior se pueden ver unos impresionantes mosaicos y un fresco del siglo IV. En 1590 fue convertida en mezquita y se le añadió un minarete que es el único que se conserva en pie actualmente en Tesalónica.
- El Palacio de Galerio es uno de los monumentos más importantes de la antigüedad tardía. Se construyó entre el 250 y el 311 d. C. como sede oficial de la parte oriental del Imperio Romano durante dos períodos 229-303 y 308-311 d. C. Según fuentes históricas importantes, además de Galerio, emperadores del siglo IV tales como Teodosio I se alojaron en este palacio. Se localiza en la actual Plaza Navarinou.[15]
- Las murallas antiguas de la ciudad datadas entre los siglos IV y V, rodeadas de imponentes fortificaciones como el Heptapyrgion ("Fortaleza de las Siete Torres"), la Torre del Triángulo (o Torre de la Cadena) y la Fortaleza de Vardar.
- El Foro Romano de Tesalónica fue el centro administrativo de la ciudad a partir de la época romana. Su construcción comenzó a finales del siglo II d. C. como reforma de un ágora existente del período imperial temprano donde también se ha encontrado un baño del período helenístico. Se realizaron otras intervenciones entre los siglos III y IV d. C. El complejo se organiza en torno a una superficie pavimentada rectangular. Tres de los lados formaban pórticos de dos pisos con doble hilera de columnas de orden corintio que dan acceso a los espacios públicos. En el siglo V las funciones administrativas de la ciudad fueron transferidas al complejo del Palacio de Galerio.[15]
- Panagía Ahiropíitos (Iglesia del Acheiropoietos) (Iglesia de Nuestra Señora del milagro "No hecho a mano"), basílica paleocristiana del siglo V.
- Hosios David (Iglesia de San David de Tesalónica) de finales del siglo V, también se refiere al Monasterio de Latomos y a la Mezquita Suluca.
- Agios Dimitrios (Iglesia de San Demetrio) es una basílica del siglo VII con hermosos mosaicos y una cripta del siglo V.
- Agia Sofía (Iglesia de Santa Sofía) es un edificio del siglo VIII de gran tamaño rodeada de jardines y también cuenta hermosos mosaicos y frescos.
- Panagía Chalkeon (Iglesia de Nuestra Señora Halkeon) del siglo XI.
- Baños bizantinos datados entre finales del siglo XII y a principios del XIII, que estuvieron en uso hasta 1940.
- Iglesia de Agia Ekaterini (Iglesia de Santa Catalina de Tesalónica) de finales del siglo XIII.
- Monasterio de Vlatadon del siglo XIV desde cuyos jardines se obtiene una fantástica vista de la ciudad.
- Iglesia del Profeta Elías del siglo XIV.
- Iglesia de San Nicolás Orfanós del siglo XIV.
- Dódeka Apóstoli (Iglesia de los Santos Apóstoles de Tesalónica) construida entre los años 1310 y 1314.
- Agios Panteleimonas (Iglesia de San Pantaleón) del siglo XIV convertida en mezquita en 1548 y fue conocida como Ishakiye Camii, que significa "Mezquita de Ishak (Isaac)".
- Iglesia del Cristo Salvador del siglo XIV.
- Mezquita Alaca Imaret (o Mezquita Ishak Pasha), construida durante el periodo otomano del siglo XVI.
- Bey Haman, baño turco de 1444 en el periodo otomano. También conocido como "Baños del Paraiso".
- Yahudi Hamam (o Pazar Haman), baño otomano del siglo XVI. Su nombre turco significa "baño de los judíos", porque el área estaba poblada principalmente por judíos sefardíes. También es conocido como Pazar Hamam, porque se ubica en el antiguo mercado central de la ciudad; el bazar.
- Hamza Bey, mezquita otomana de 1468. Los tesalonicenses contemporáneos lo conocen también como Alkazar, por un cine que operaba en aquel lugar durante décadas.
- Pasha Hamam, baño otomano construido entre 1520 y 1530.
- Bezisten o Bedesten, edificio turco alrededor del que se despliega el mercado. El edificio es un mercado cubierto construido durante la dominación otomana y su diseño se basa en las mezquitas de la época.

## Cultura

### Museos
- El Museo Arqueológico de Tesalónica (AMTH; sus siglas en inglés) es considerado uno de los museos más importantes de Grecia. Su colección incluye hallazgos arqueológicos de Tesalónica, sus alrededores, Macedonia y de todo el norte de Grecia.[15]
- El Museo de la Cultura Bizantina (MBP; sus siglas en griego) fue galardonado en 2005 con el Premio del Consejo de Europa. El museo presenta al visitante diversos aspectos de la vida durante los períodos bizantino y post-bizantino: el arte, la ideología, la estructura social, la religión, y cómo los cambios históricos y la situación política afectaban a la vida diaria de la gente.[15]
- Museo de Deporte
- Museo de Arte Contemporáneo
- Museo de Fotografía
- Museo de la Guerra

### Cine
En esta ciudad se realiza todos los años el Festival Internacional de Cine de Tesalónica.

## Transportes

### Aeropuerto Internacional Macedonia

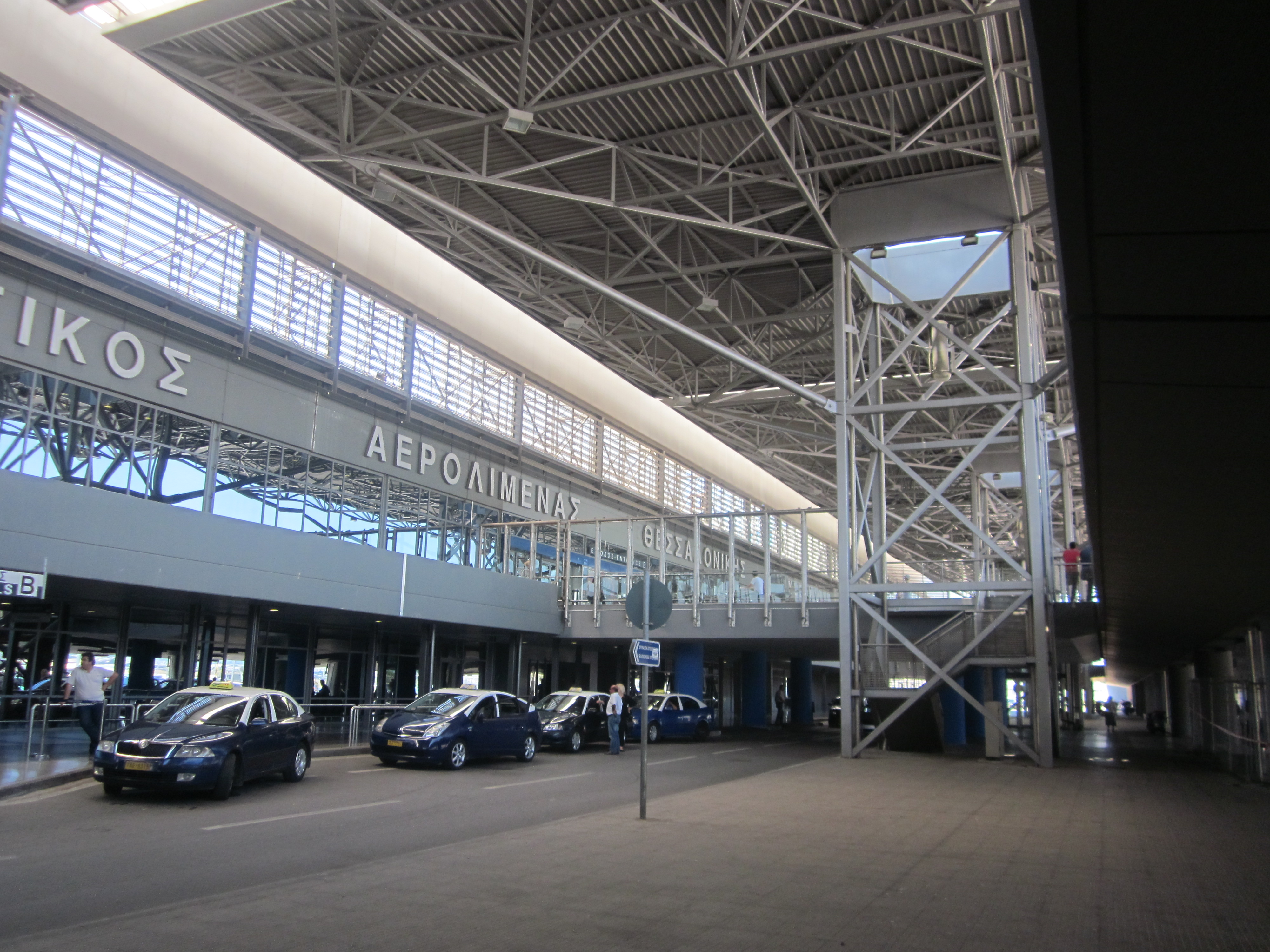
Aeropuerto Internacional "Macedonia" de Tesalónica

El tráfico aéreo hacia y desde la ciudad está provisto por el Aeropuerto Internacional Macedonia para vuelos nacionales e internacionales. La corta longitud de las dos pistas del aeropuerto no permite que albergue vuelos intercontinentales, aunque actualmente está en construcción una extensión para una de las pistas hacia el golfo Termaico, a pesar de la oposición por parte de grupos ambientalistas locales. Después de la finalización de las obras en la pista de aterrizaje, el aeropuerto podrá recibir vuelos intercontinentales y albergar aeronaves más grandes en el futuro. Un plan maestro, con diseños para un nuevo edificio de la terminal, ha sido presentado y actualmente se busca su financiamiento.[actualizar]

### Metro de Tesalónica

Mapa del Metro de Tesalónica

La construcción del Ferrocarril Metropolitano de Tesalónica comenzó en 2006 y su finalización está proyectada para 2018, fecha en la cual se convertiría en un servicio de transporte vital para la ciudad. La línea de la Fase 1 está proyectada con una longitud de 9,6 km, incluye 17 estaciones y se espera que transporte a 250 000 pasajeros por día. Algunas estaciones albergarán una serie de hallazgos arqueológicos.

## Deportes

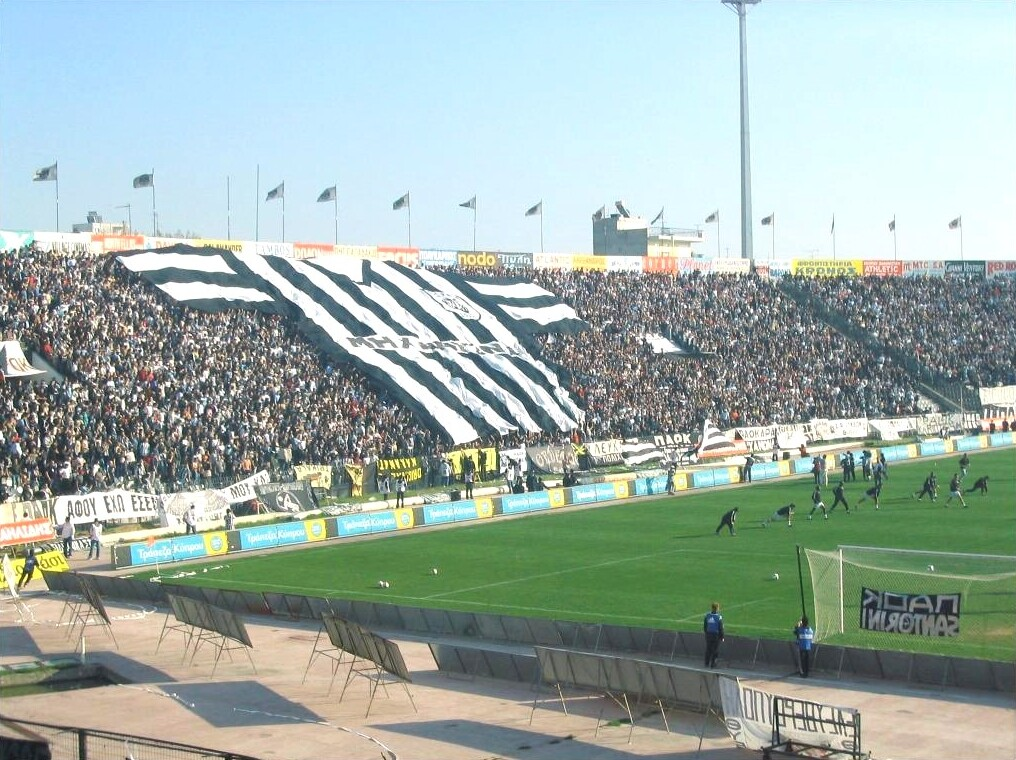
Estadio de Tumba

| Equipo                  | Deporte    | Competición          | Estadio                       | Creación |
| ----------------------- | ---------- | -------------------- | ----------------------------- | -------- |
| Aris de Tesalónica F.C. | Fútbol     | Super Liga de Grecia | Estadio Kleanthis Vikelidis   | 1914     |
| PAOK de Tesalónica F.C. | Fútbol     | Super Liga de Grecia | Estadio de Tumba              | 1926     |
| Iraklis FC              | Fútbol     | Beta Ethniki         | Estadio Kaftantzoglio         | 1908     |
| Aris de Tesalónica B.C. | Baloncesto | A1 Ethniki           | Pabellón Alexandrio Melathron | 1922     |
| PAOK de Tesalónica B.C. | Baloncesto | A1 Ethniki           | PAOK Sports Arena             | 1926     |

## Hermanamientos y colaboraciones

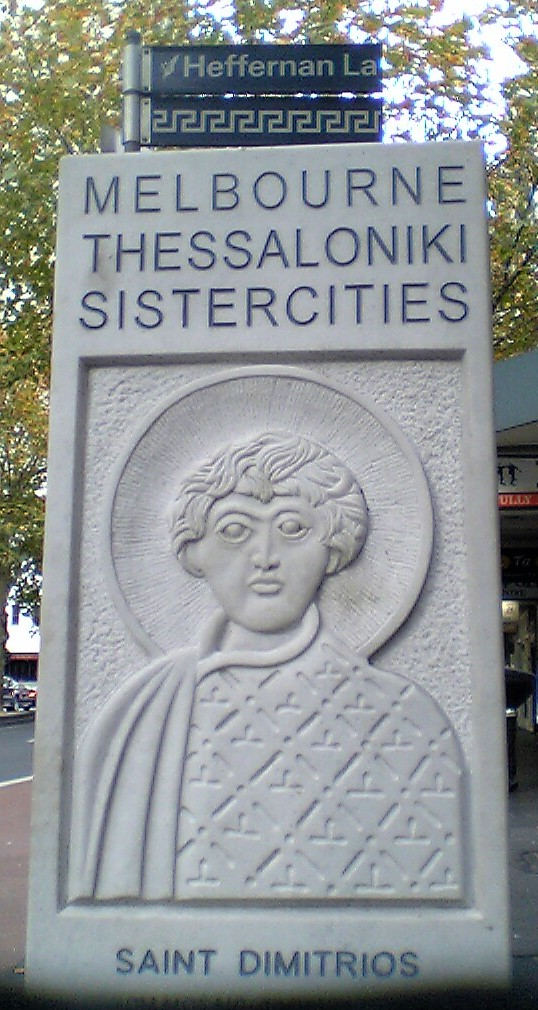
Monolito en Melbourne recordando el hermanamiento entre la ciudad australiana y Salónica.

Tesalónica está hermanada con las siguientes ciudades:
Hermanamiento
- Hartford (Estados Unidos, desde el 5 de marzo de 1962)[22]
- Alejandría (Egipto, desde el 12 de julio de 1993)
- Boloña (Italia, desde el 20 de octubre de 1984)
- Bratislava (Eslovaquia, desde el 23 de abril de 1986)[23]
- Colonia (Alemania, desde el 3 de mayo de 1988)
- Constanza (Rumanía, desde el 5 de julio de 1988)
- Akhisar (Turquía, desde el 25 de agosto de 1988)
- Calcuta (India, desde el 1 de enero de 2005)[24]
- Durrës (Albania, desde el 5 de abril de 2012)[25]
- Korçë (Albania, desde el 14 de octubre de 2005)
- Leipzig (Alemania, desde el 17 de octubre de 1984)
- Limasol (Chipre, desde el 30 de junio de 1984)[26][27]
- Melbourne (Australia, desde el 19 de marzo de 1984)[28]
- Niza (Francia, desde el 20 de marzo de 1992)[26][29]
- Plóvdiv (Bulgaria, desde el 27 de febrero de 1984)
- San Francisco (Estados Unidos, desde el 6 de agosto de 1990)[30]
- Tel Aviv (Israel, desde el 24 de noviembre de 1994)
- Calcuta (India, desde el 13 de marzo de 2001)
- Amasya (Turquía, desde el 25 de agosto de 2001)
- Tianjin (China, desde el 4 de marzo de 2002)
- Dongguan (China, desde el 24 de octubre de 2008)
- Busan (Corea del Sur, desde el 8 de marzo de 2010)

Colaboraciones
- Boston (Estados Unidos, desde el 21 de abril de 1996)
- Brooklyn Center (Estados Unidos, desde el 5 de julio de 1992)
- Budapest (Hungría, desde el 5 de abril de 1993)
- Dnipropetrovsk (Ucrania, desde el 18 de abril de 2003)
- Gyumri (Armenia, desde el 23 de noviembre de 2000)
- Marsella (Francia, desde el 4 de junio de 1991)[26]
- Filadelfia (Estados Unidos, desde el 1 de abril de 2004)
- San Petersburgo (Rusia, desde 2003)
- Shenyang (China, desde el 23 de marzo de 2000)
- Toronto (Canadá, desde el 5 de septiembre de 1986)
- Venecia (Italia, desde el 17 de julio de 2003)
- Trípoli (Libia, desde el 23 de junio de 2007)
- Esmirna (Turquía, desde el 6 de febrero de 2009)

## Capital Europea de la Cultura
| Predecesor: Copenhague | Capital Europea de la Cultura 1997 | Sucesor: Estocolmo |